# Communauté de communes du Haut-Trégor
La communauté de communes du Haut-Trégor est une ancienne communauté de communes française, située dans le département des Côtes-d'Armor, en région Bretagne.

## Histoire
Le 1er janvier 2013, la communauté de communes du Pays rochois et la communauté de communes des Trois Rivières fusionnent pour donner naissance à la communauté de communes du Haut-Trégor.
Elle est dissoute le 31 décembre 2016 et ses communes membres rejoignent la communauté d'agglomération Lannion-Trégor Communauté.

## Territoire communautaire

### Géographie
Située dans le pays historique du Trégor et du Trégor-Goëlo au sens de la loi Voynet, la communauté de communes regroupait dix communes du canton de Tréguier et cinq communes du canton de La Roche-Derrien.

### Composition
Elle était composée des 15 communes suivantes :
| Nom                     | Code Insee | Gentilé         | Superficie (km2) | Population (dernière pop. légale) | Densité (hab./km2) |
| ----------------------- | ---------- | --------------- | ---------------- | --------------------------------- | ------------------ |
| Minihy-Tréguier (siège) | 22152      | Minihens        | 12,07            | 1 287 (2014)                      | 107                |
| Camlez                  | 22028      | Camléziens      | 11,66            | 893 (2014)                        | 77                 |
| Coatréven               | 22042      | Coatrévenais    | 9,13             | 483 (2014)                        | 53                 |
| Hengoat                 | 22078      | Hengoatais      | 6,19             | 218 (2014)                        | 35                 |
| Langoat                 | 22101      | Langoatais      | 18,50            | 1 151 (2014)                      | 62                 |
| Lanmérin                | 22110      | Lanmérinois     | 4,15             | 565 (2014)                        | 136                |
| Penvénan                | 22166      | Penvénanais     | 19,84            | 2 636 (2014)                      | 133                |
| Plougrescant            | 22218      | Plougrescantais | 15,54            | 1 232 (2014)                      | 79                 |
| Plouguiel               | 22221      | Plouguiellois   | 19,07            | 1 781 (2014)                      | 93                 |
| Pommerit-Jaudy          | 22247      | Pommeritains    | 20,37            | 1 248 (2014)                      | 61                 |
| Pouldouran              | 22253      | Pouldourannais  | 1,02             | 163 (2014)                        | 160                |
| La Roche-Derrien        | 22264      | Rochois         | 1,84             | 1 032 (2014)                      | 561                |
| Tréguier                | 22362      | Trégorrois      | 1,52             | 2 473 (2014)                      | 1 627              |
| Trézény                 | 22381      | Trézéniens      | 3,25             | 364 (2014)                        | 112                |
| Troguéry                | 22383      | Troguérois      | 3,61             | 283 (2014)                        | 78                 |

## Administration

### Siège
Le siège de la communauté de communes était à Minihy-Tréguier, zone d'activités de Convenant-Vraz.

### Conseil communautaire
Les 38 conseillers titulaires étaient répartis selon le droit commun comme suit :
| Nombre de conseillers | Communes                                                                 |
| --------------------- | ------------------------------------------------------------------------ |
| 5                     | Penvénan, Tréguier                                                       |
| 4                     | Plouguiel                                                                |
| 3                     | Langoat, Minihy-Tréguier, Plougrescant, Pommerit-Jaudy, La Roche-Derrien |
| 2                     | Camlez, Lanmérin                                                         |
| 1                     | Coatréven, Hengoat, Pouldouran, Trézény, Troguéry                        |

### Élus
La communauté de communes était administrée par un conseil communautaire constitué en 2014 de 38 conseillers communautaires.
À la suite des élections municipales de 2014 dans les Côtes-d'Armor, le conseil communautaire du 24 avril 2014 avait élu son président, Arnaud Pariscoat, premier adjoint au maire de La Roche-Derrien, ainsi que ses 8 vice-présidents. La liste des vice-présidents était alors la suivante :
|     | Attributions                                                                                       | Identité                | Qualité                                  |
| --- | -------------------------------------------------------------------------------------------------- | ----------------------- | ---------------------------------------- |
| 1er | Économie, aménagement du territoire et finances                                                    | Jean-Yves Le Guen       | Adjoint au maire de Minihy-Tréguier      |
| 2e  | Enfance-jeunesse                                                                                   | Michel Cabel            | Premier adjoint au maire de Camlez       |
| 3e  | Relations avec le personnel, santé, action sociale, coopération décentralisée, logement et habitat | André Le Moal           | Maire de Pommerit-Jaudy                  |
| 4e  | Culture et tourisme                                                                                | Guirec Arhant           | Maire de Tréguier                        |
| 5e  | Assainissement, SPANC et mutualisation                                                             | Bernard Frémery         | Maire de Hengoat                         |
| 6e  | Équipements sportifs, vie associative et communication                                             | Serge Henry             | Maire de Troguéry                        |
| 7e  | Environnement et urbanisme                                                                         | Anne-Françoise Piedallu | Maire de Plougrescant                    |
| 8e  | Déchets                                                                                            | Patricia Le Goas        | Conseillère municipale de Pommerit-Jaudy |

### Liste des présidents
| Période      | Période       | Identité         | Étiquette | Qualité                                                                                 |
| ------------ | ------------- | ---------------- | --------- | --------------------------------------------------------------------------------------- |
| janvier 2013 | avril 2014    | Roger Kérambrun  | PS        | Maire de Plougrescant (2008 → 2014) Président de la CC des Trois Rivières (2008 → 2012) |
| avril 2014   | décembre 2016 | Arnaud Pariscoat |           | Premier adjoint au maire de La Roche-Derrien (2014 → 2018)                              |

### Compétences
Pour la gestion des déchets, la communauté de communes est adhérente au Smitred Ouest d'Armor et désigne des délégués pour siéger au Comité Syndical de celui-ci. Les déchets sont traités dans les différentes installations du Smitred Ouest d'Armor.